# Politisk idéhistorie
Politisk idéhistorie er studiet af de politiske idéers historie fra antikken til i dag. Området omfatter blandt andet statens, regeringens, magtens, nationens og de politiske ideologiers idehistorie. 

## Hovedtræk
Den politiske idéhistorie beskæftiger sig med hovedstrømninger inden for de politiske idédannelser; grundlæggende temaer som f.eks. ideologi, stat, demokrati, magt, nation, terrorisme og kapitalisme; samt den kontekst, disse idéer er opstået og har udviklet sig i. Faget er beslægtet med politisk filosofi men har en historisk vinkel. 

## Politiske idéhistorikere
Den mest kendte politiske idéhistoriker er Michel Foucault, der blandt andet står bag forelæsningsrækken Sikkerhed, territorium og befolkning. Her viser Foucault, at den moderne stat og politiske styring kan forstås som en videreførelse af kristendommens hyrdemagt. Foucault er også ophavsmand til begrebet biopolitik, der peger på en forestilling om, at det moderne samfund er baseret på en politisk regulering af menneskelivet. En anden fremtrædende politisk idehistoriker er Quentin Skinner, der har vist, at den politiske udvikling er båret af bestræbelser på at skabe og opretholde positioner. En tredje er tyskeren Jan Werner Mueller, der blandt andet har skrevet om populisme.    

### Politisk idehistorie i Danmark
I Danmark har Mikkel Thorup markeret sig med forskning omkring politisk idéhistorie. Han har blandt andet skrevet om statens, voldens, antiterrorismens og terrorismens idéhistorie. Han har også redigeret en bog om Donald Trump og skrevet introduktioner til de politiske tænkere Thomas Hobbes og Jean-Jacques Rousseau. Desuden har både Gorm Harste  og Ole Thyssen leveret væsentlige bidrag omkring krigens og statens idéhistorie. Endelig har Ove Kaj Pedersen gjort sig gældende med sine bøger om konkurrencestaten og markedsstaten. Andre danske forskningsområder dækker bl.a. revolution, Karl Marx, sociale bevægelser, neoliberalisme, 1968 og pædagogik.   

## Store politiske tænkere fra Vesten
- Platon
- Aristoteles
- Augustin
- Cicero
- Jean-Jacques Rousseau
- Thomas Hobbes
- John Locke
- Immanuel Kant
- Carl von Clausewitz
- Adam Smith
- John Stuart Mill
- Jeremy Bentham
- Karl Marx
- Robert Nozick
- John Rawls

## Store politiske tænkere fra Østen
- Konfutse
- Meng Xi
- Al Farabi
- Mahatma Ghandi
- Mao Zedong